# Laserpitium nitidum
Laserpitium nitidum är en flockblommig växtart som beskrevs av Zanted. Laserpitium nitidum ingår i släktet spenörter, och familjen flockblommiga växter. Inga underarter finns listade i Catalogue of Life.